# HMS Amazon (D39)
Pour les autres navires du même nom, voir HMS Amazon.
Pour les articles homonymes, voir D39.
Le HMS Amazon (D39) était un destroyer conventionnel de la Royal Navy qui a servi durant la Seconde Guerre mondiale.

## Conception
Le HMS Amazon et son concurrent du chantier naval Yarrow Shipbuilders le HMS Ambuscade furent des prototypes conçus avec les avancées techniques d'après la Première Guerre mondiale pour former la base de nouveaux destroyers conventionnels.

## Service
En mars 1940, il escorte le convoi HX 27.
Le 29 avril 1940 il a coulé le sous-marin allemand U-50 au large de la Norvège.

Jusqu'en 1942, il a patrouillé en Atlantique nord et a escorté des convois russes. Après un service en Méditerranée il est revenu en Atlantique.
En 1944 il est devenu navire-cible. Il a été démantelé en 1949 au port de Troon en Écosse.